# Mural literari de Muro
El Mural Literari del Carrer Batà, també conegut com Mural literari de Muro, és un mural dedicat a diversos escriptors ubicat en un mur del parc de carrer de Batà, l'únic passeig per a vianants de la vila de Muro i ubicat al lloc d'un antic barranc.
El mural fon pintat a partir del 2013, i en diferents actuacions, per l'artista Toni Espinar, i representa diverses personalitats de la Cultura valenciana i la literatura en valencià, especialment escriptors com Joanot Martorell, Lluís Fullana o Ovidi Montllor.
El 2021, des de l'Ajuntament s'anuncià una ampliació del parc que destruiria l'obra, fet que provocà una forta resposta ciutadana. Tanmateix, el 2025 se'n feu una nova versió, ampliada amb més personatges, al mateix parc del passeig de Batà.

## Galeria

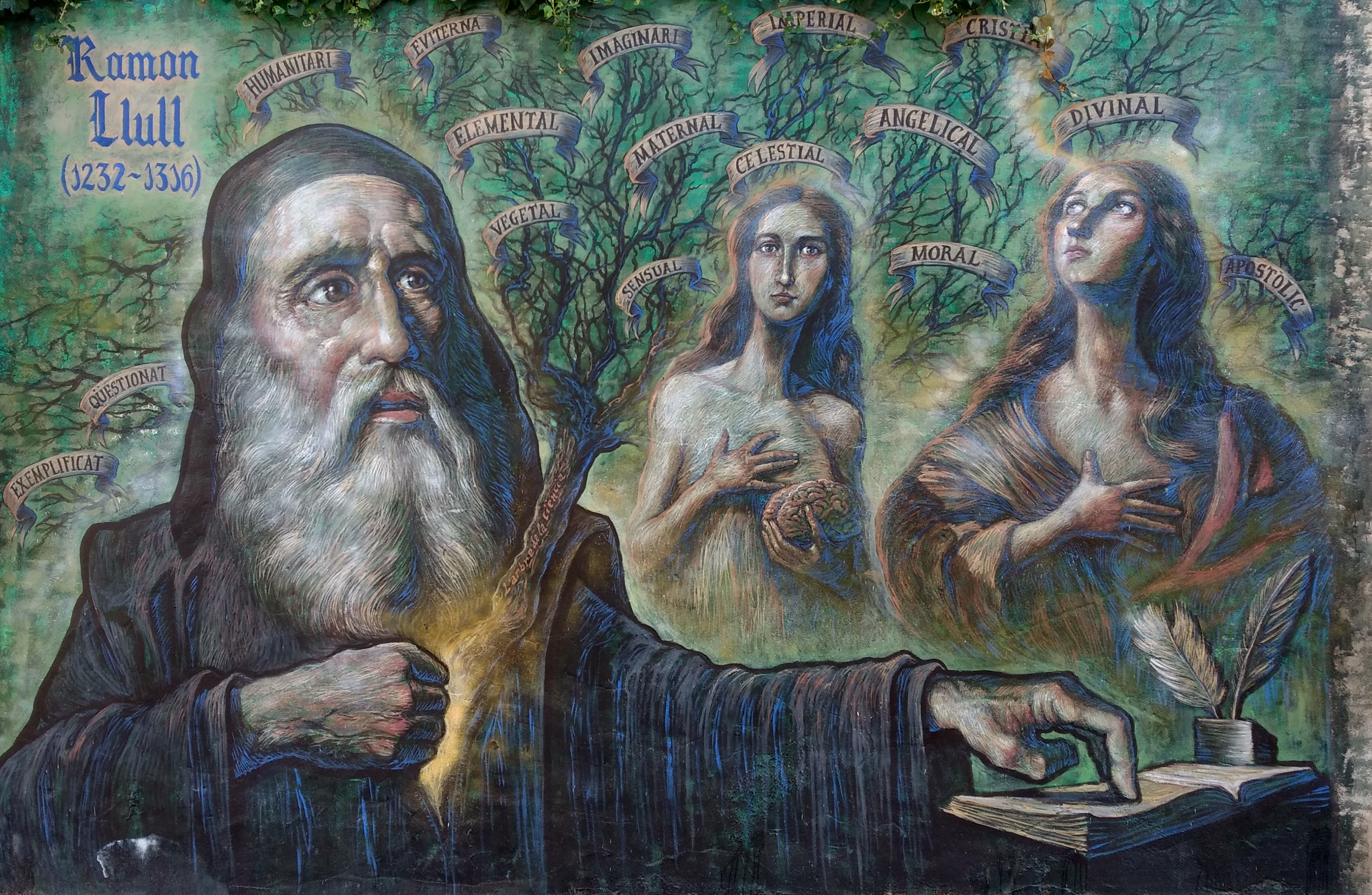
Ramon Llull
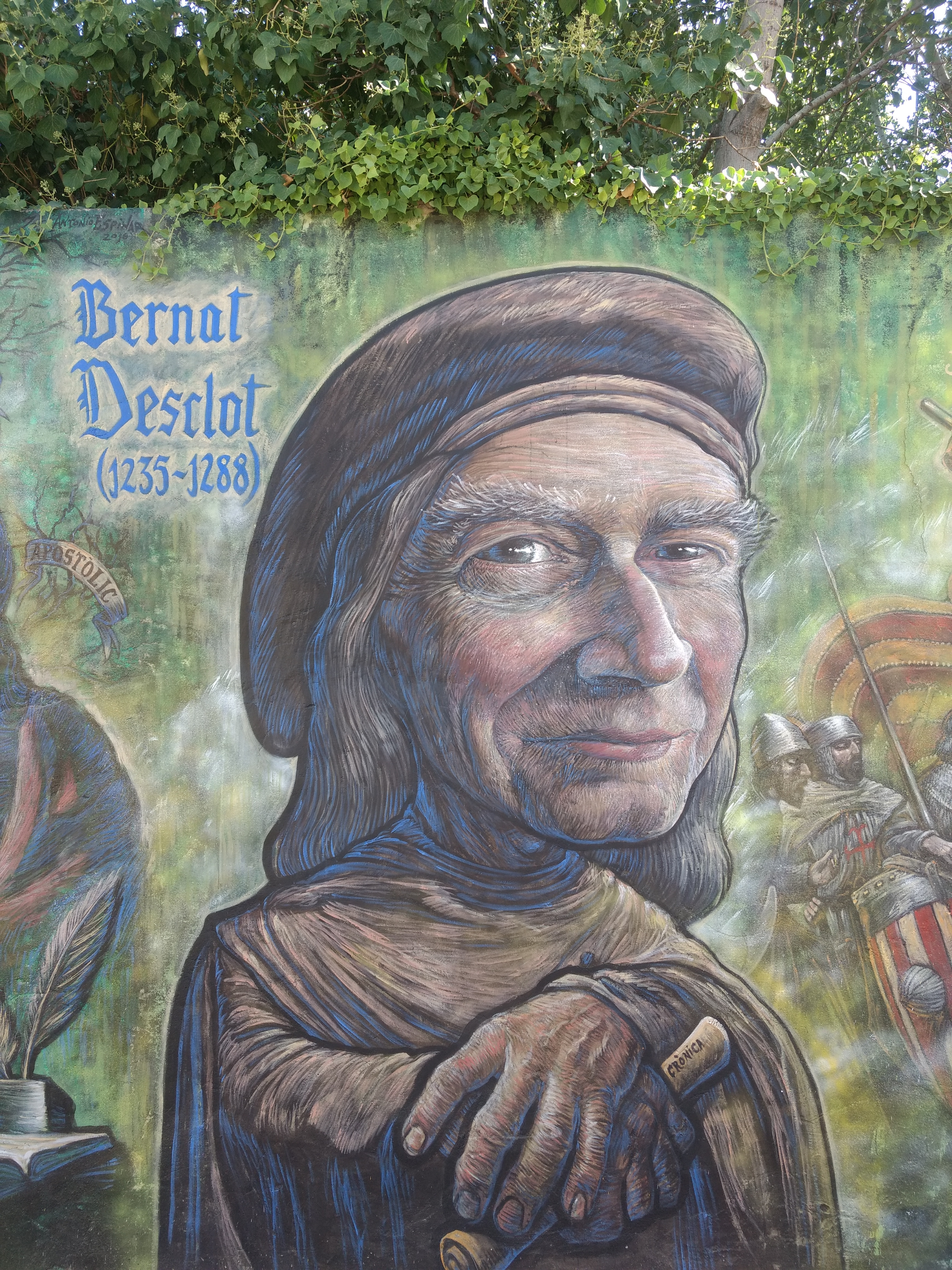
Bernat Desclot
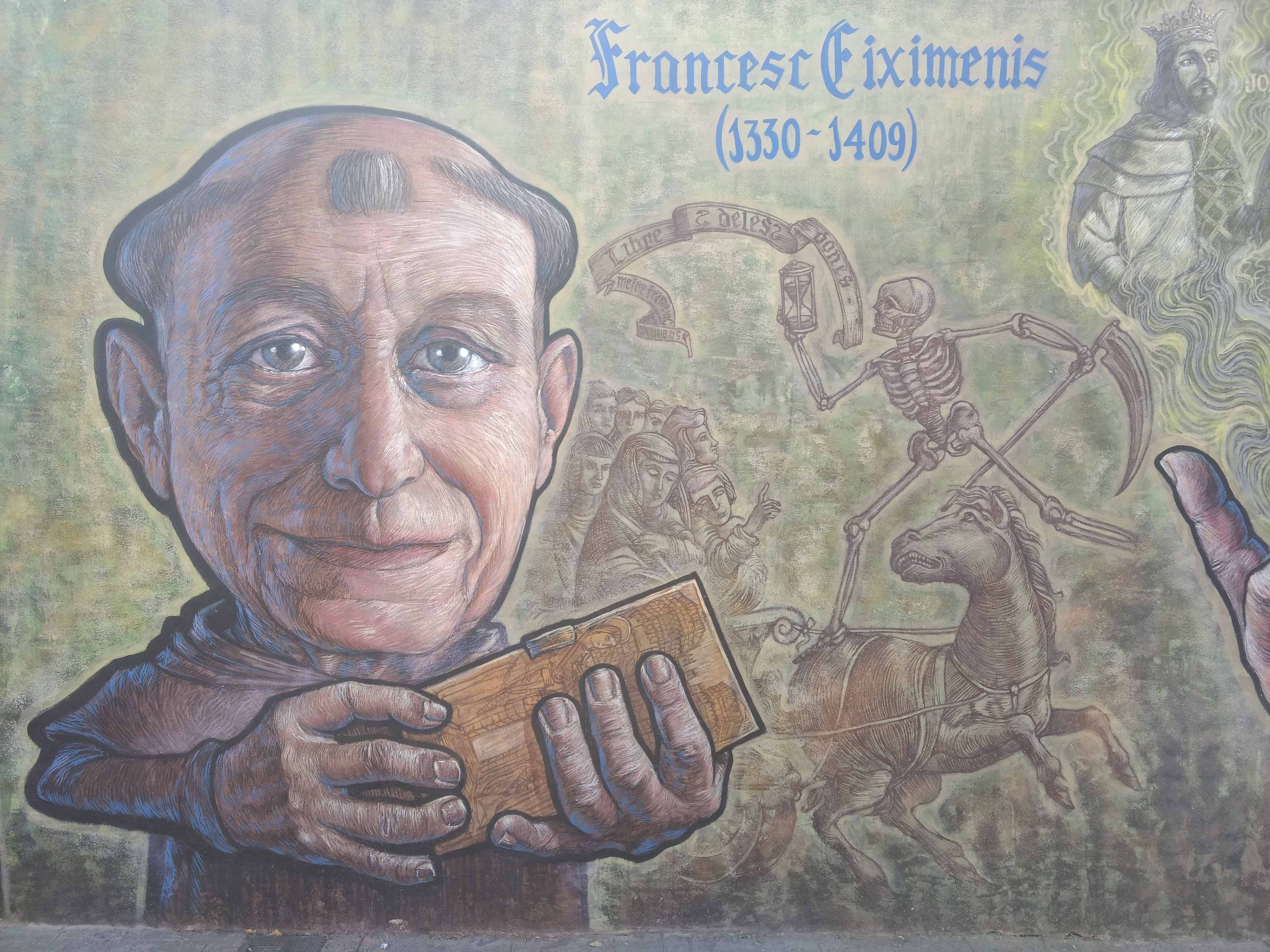
Francesc Eiximenis
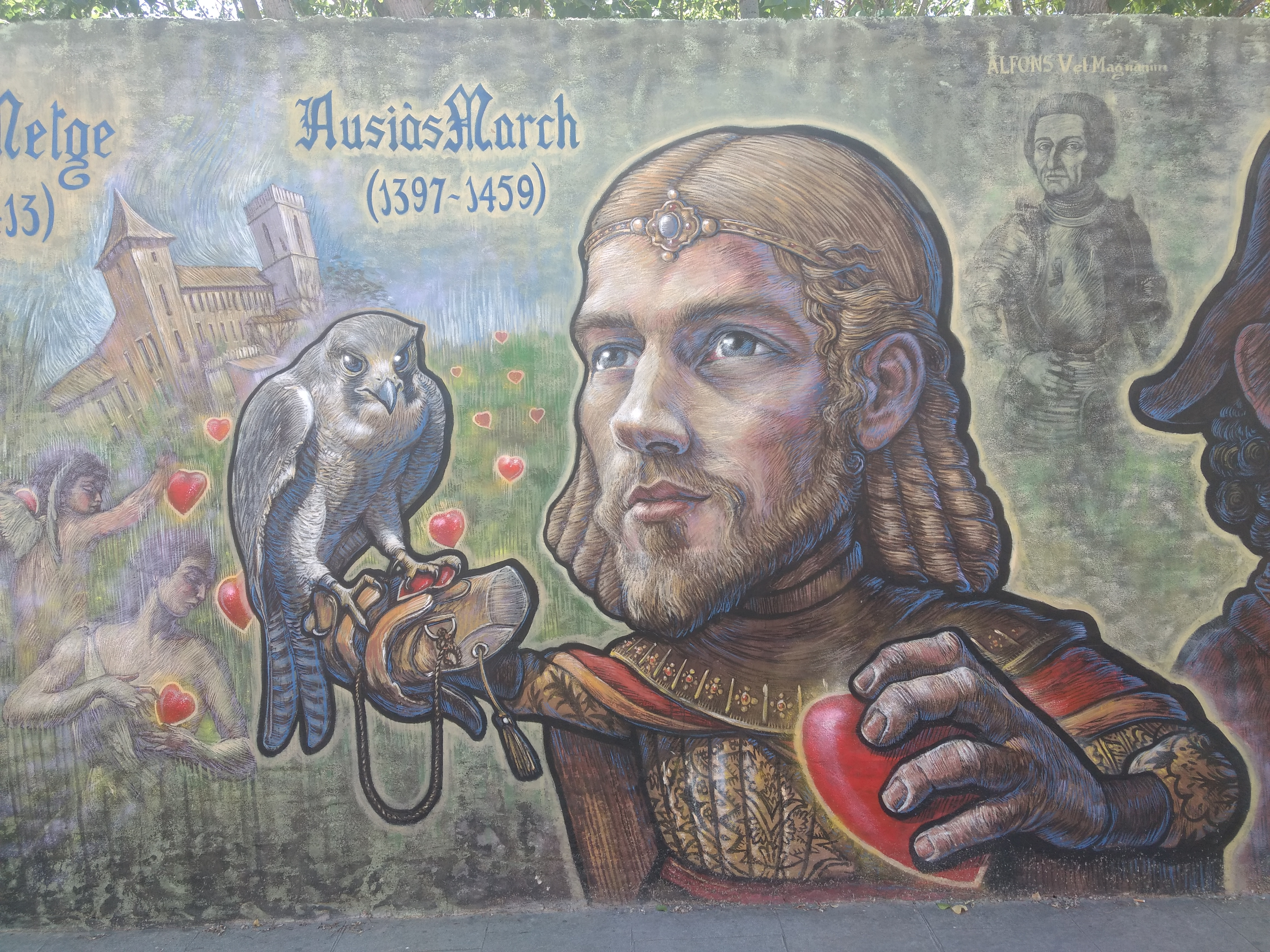
Ausiàs March
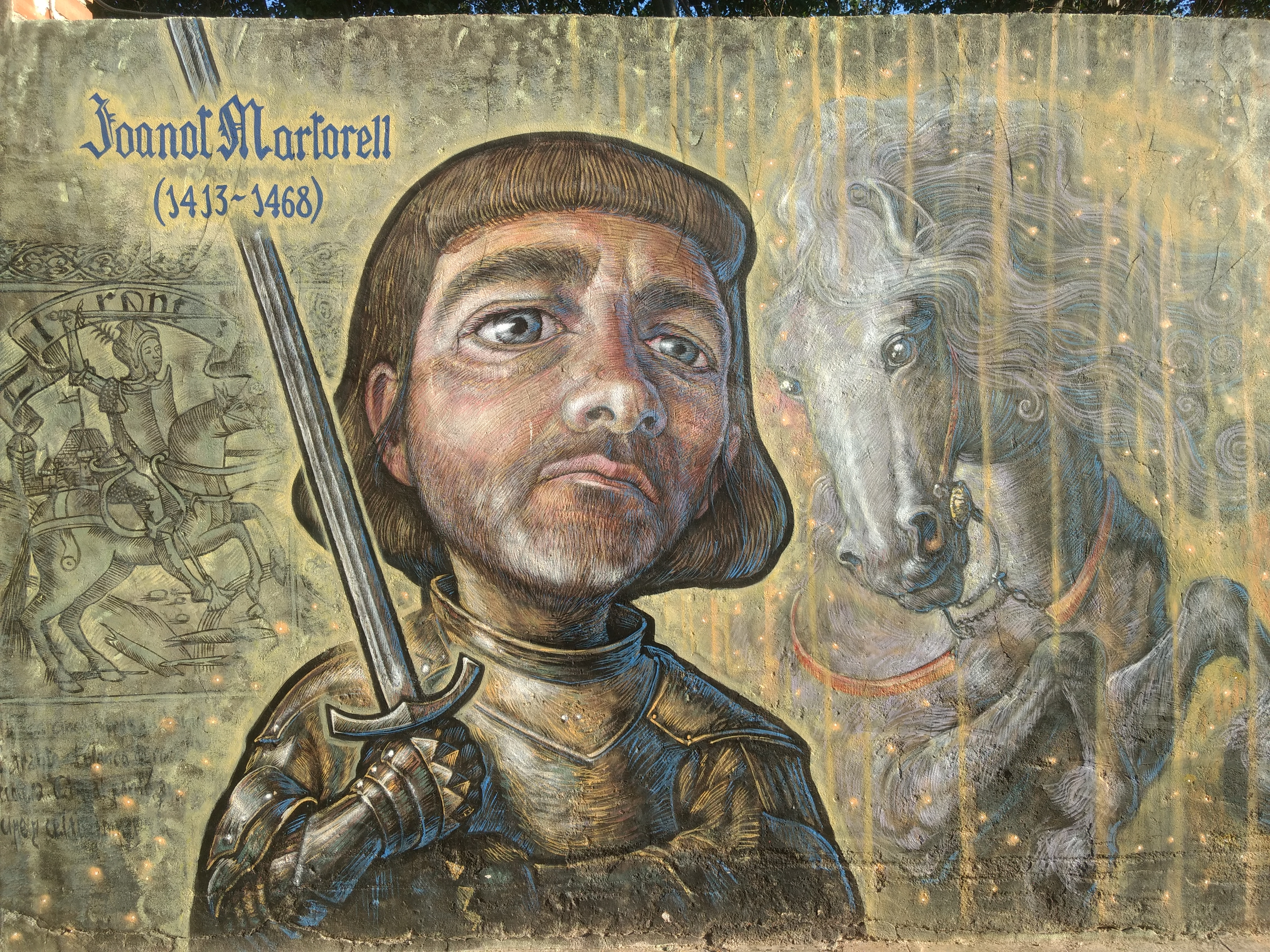
Joanot Martorell
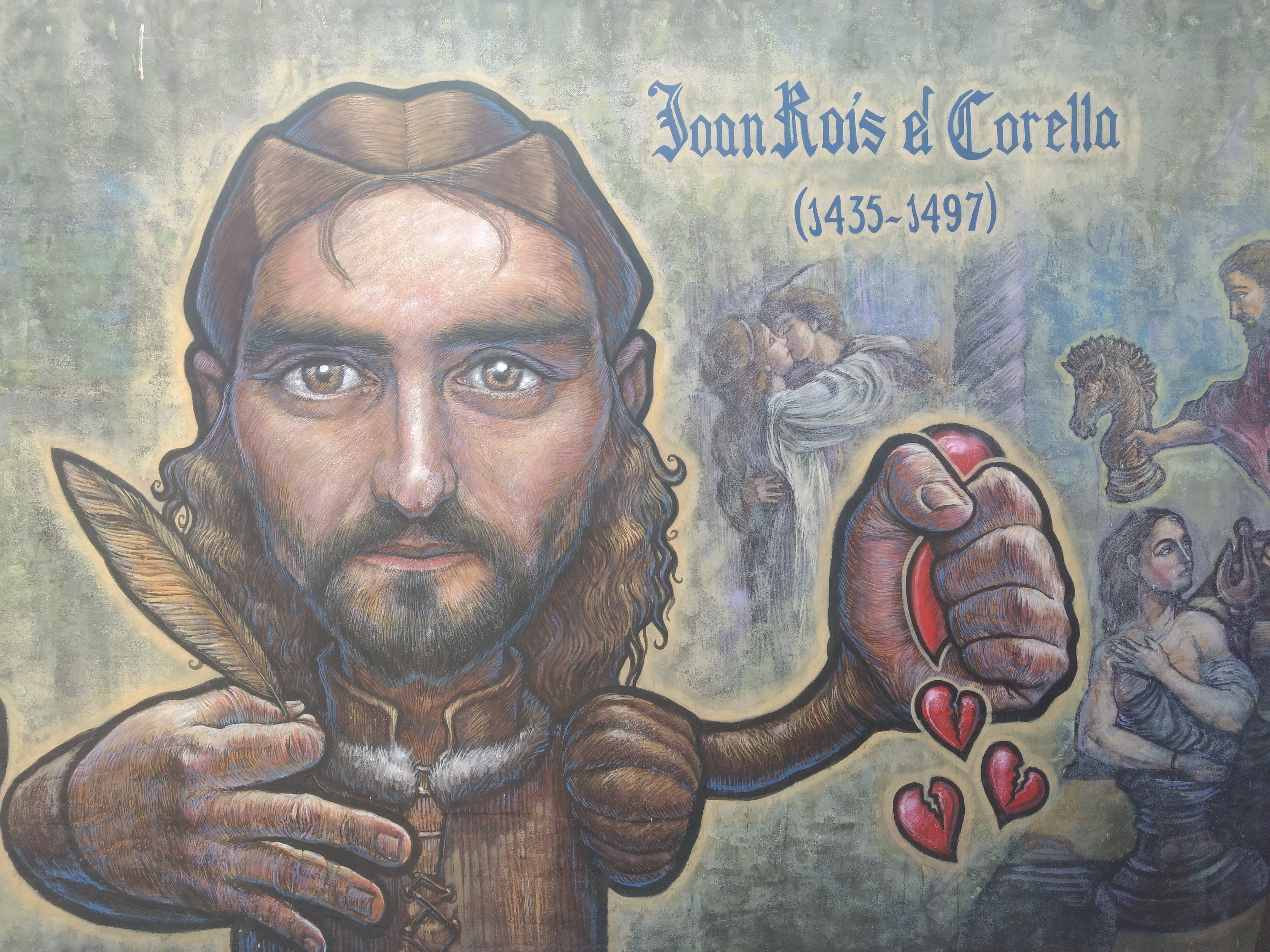
Roís de Corella
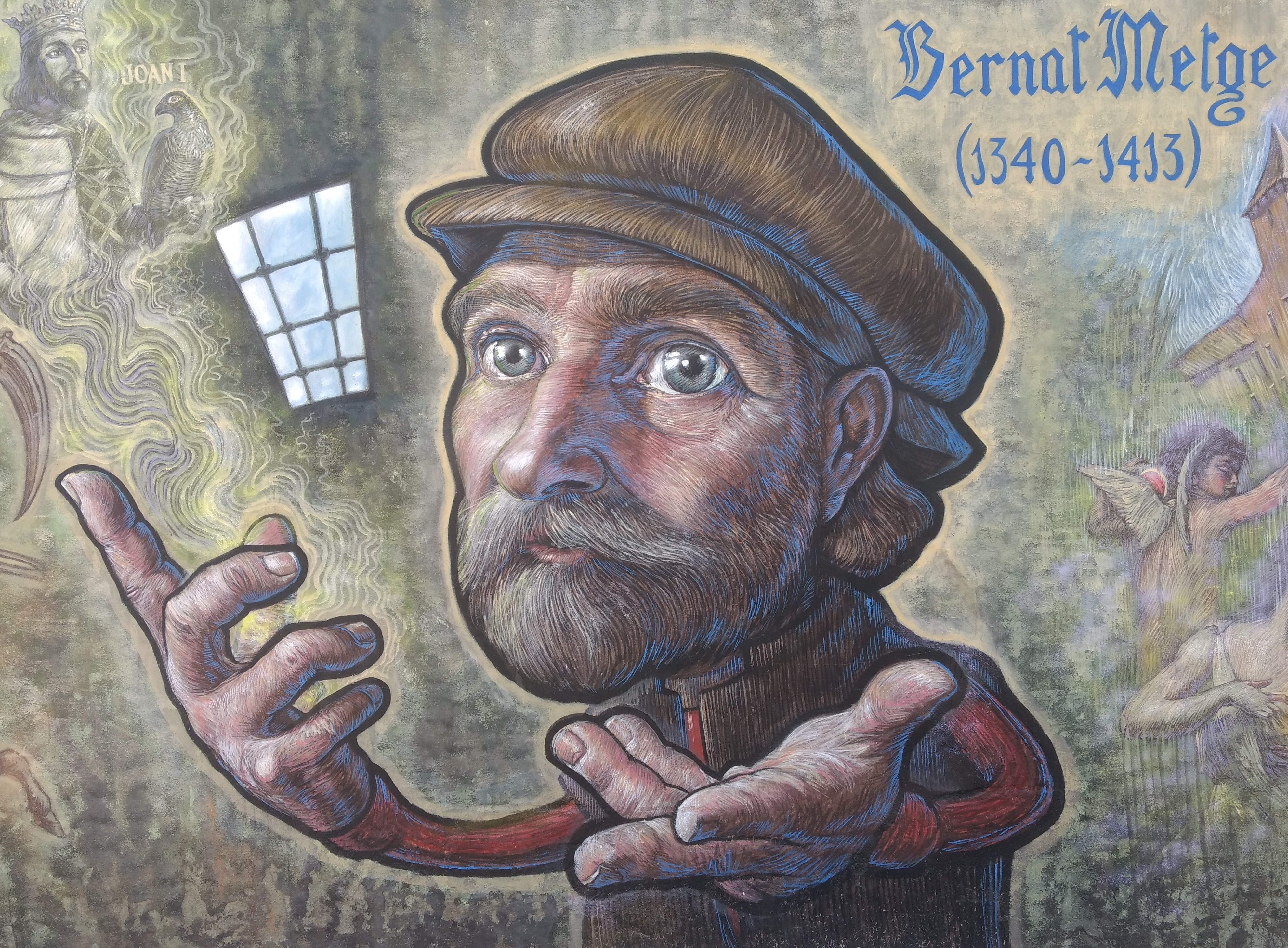
Bernat Metge
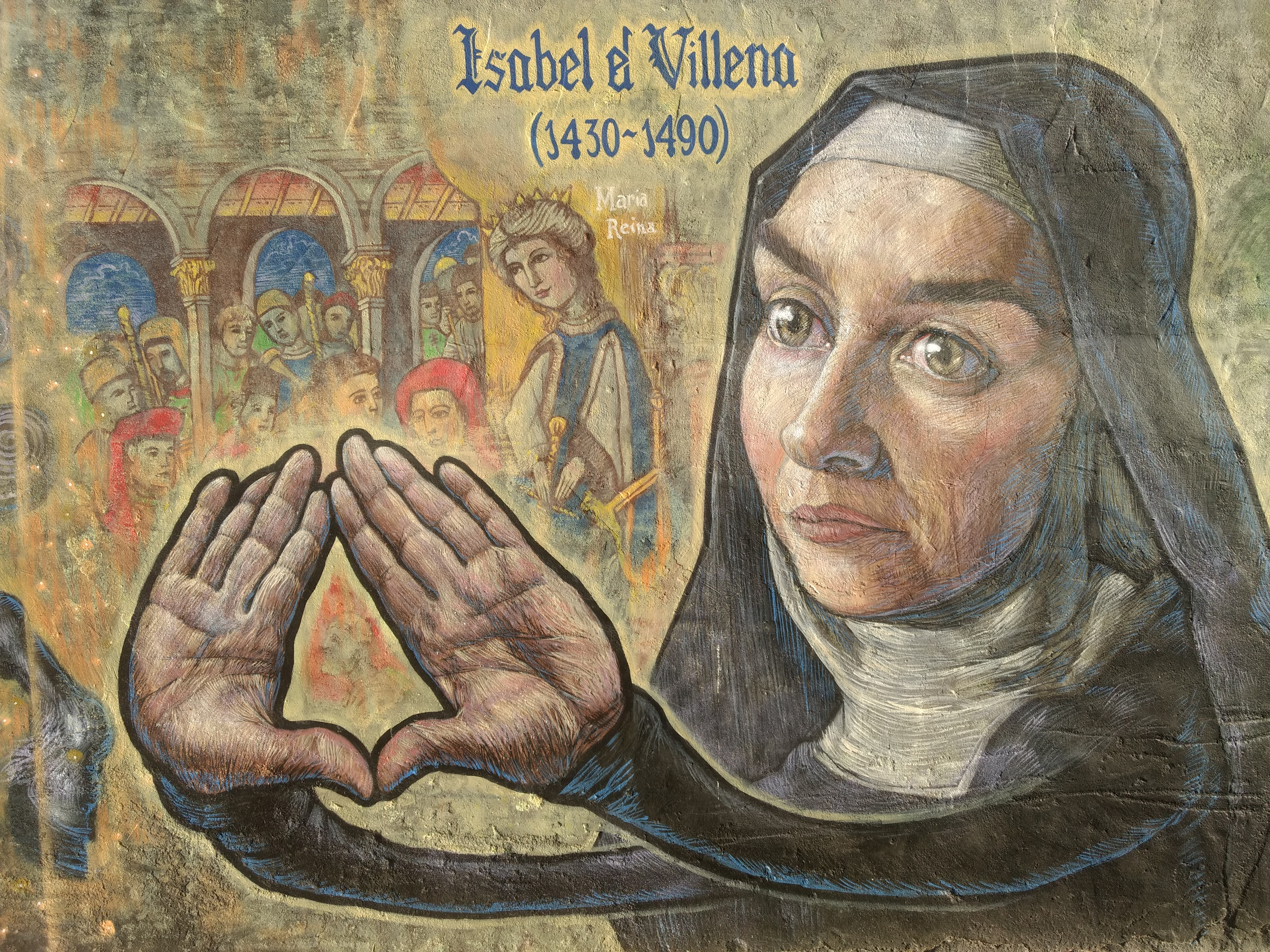
Isabel de Villena
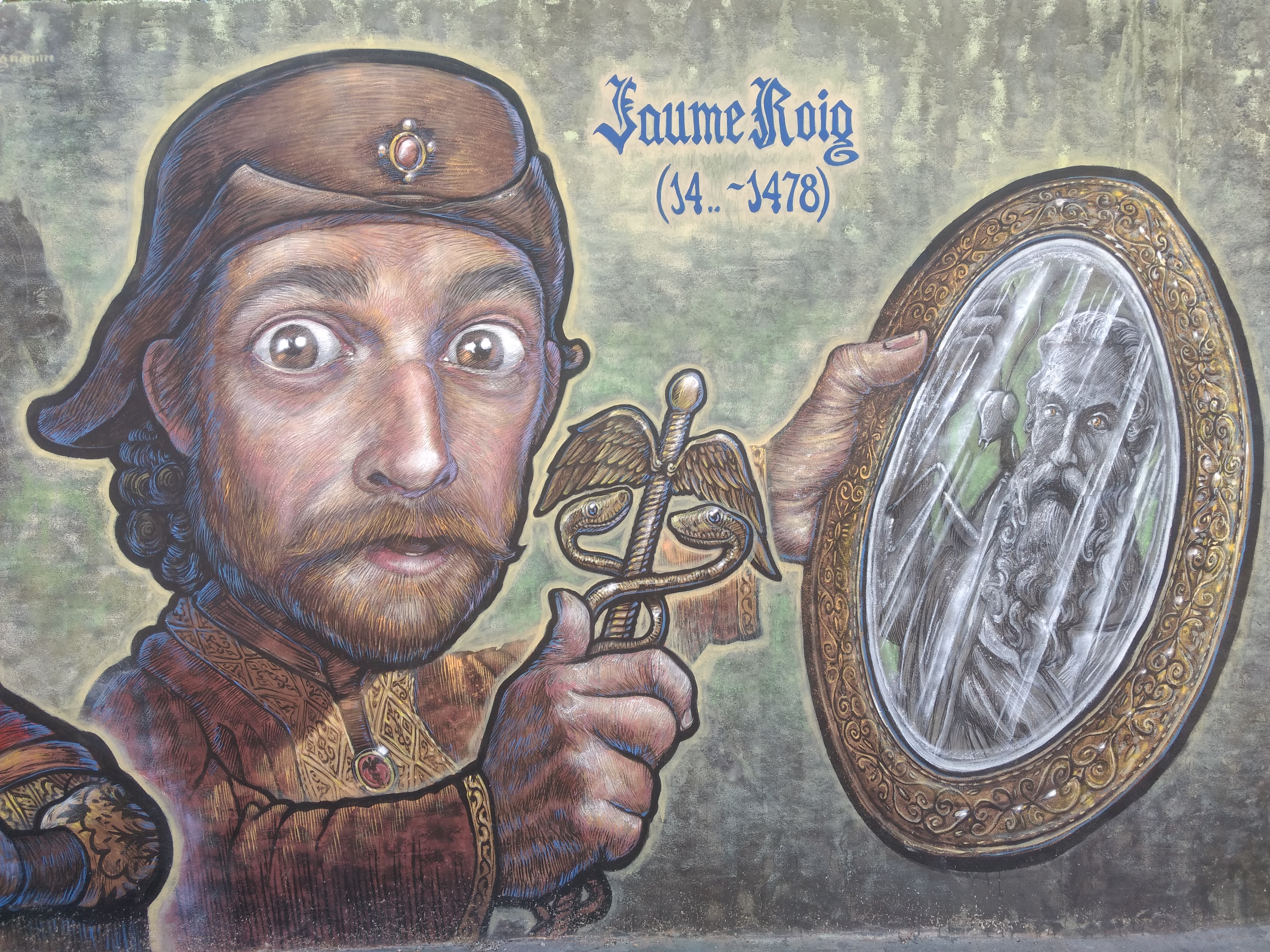
Jaume Roig
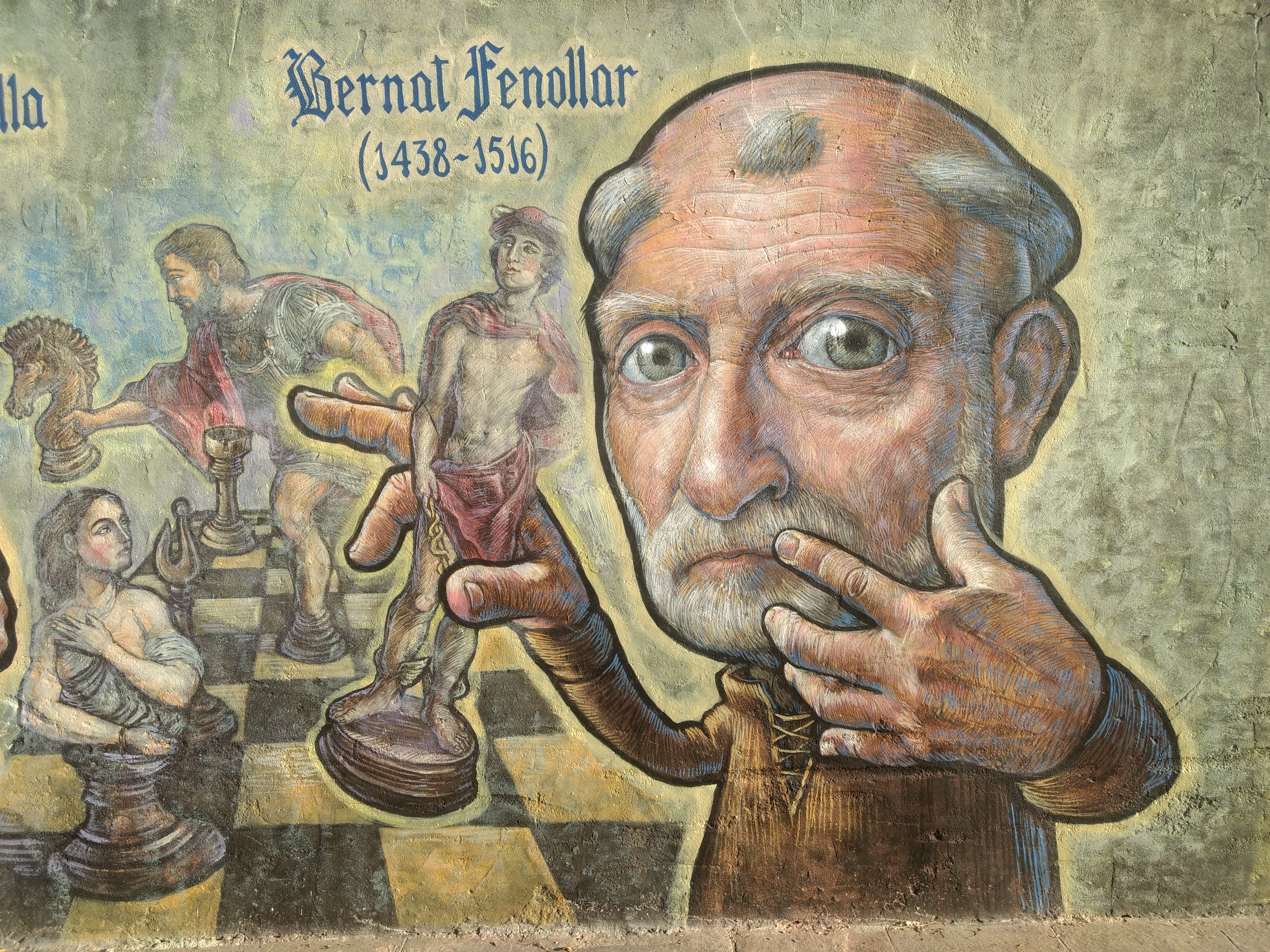
Bernat Fenollar
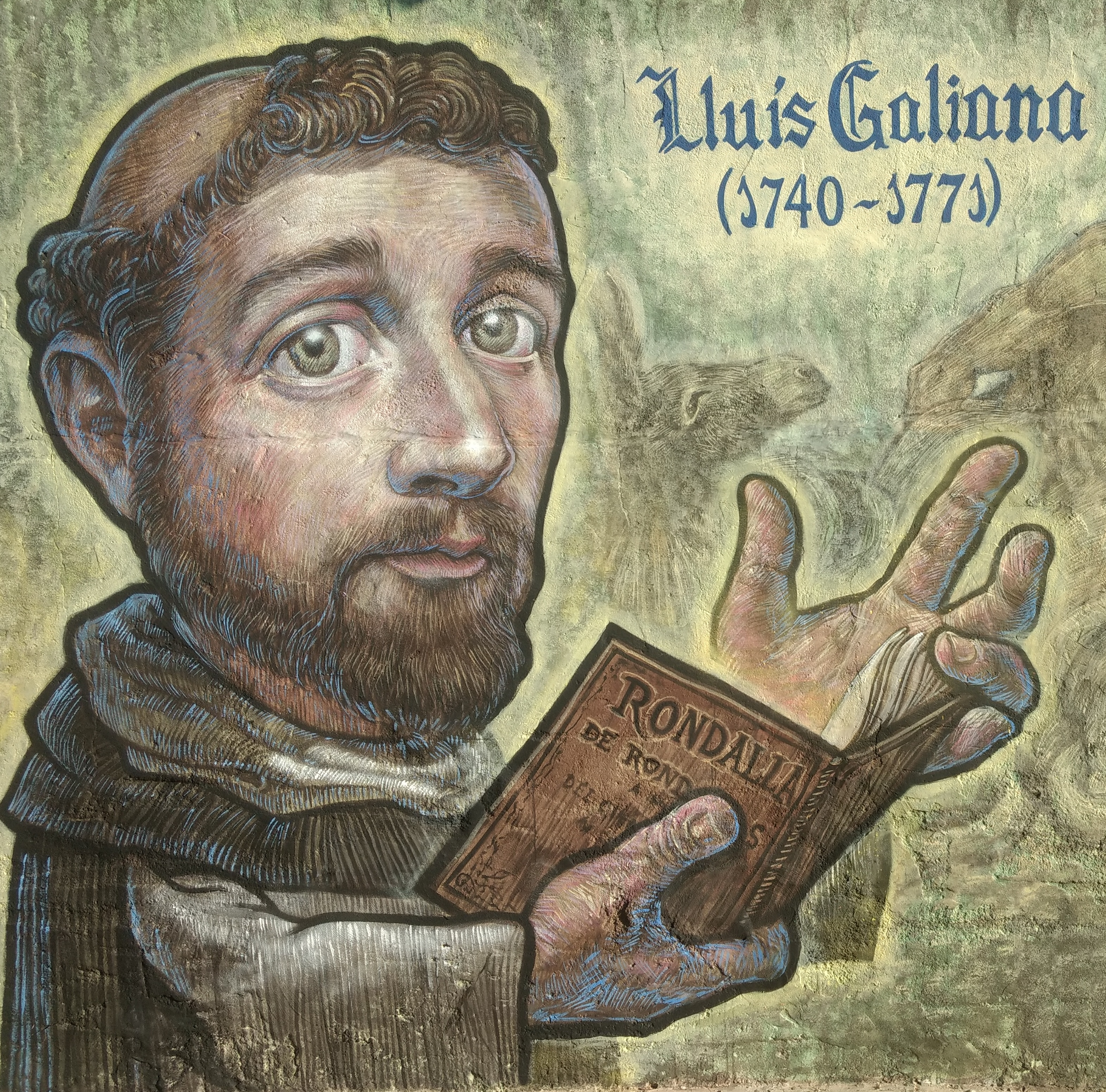
Lluís Galiana
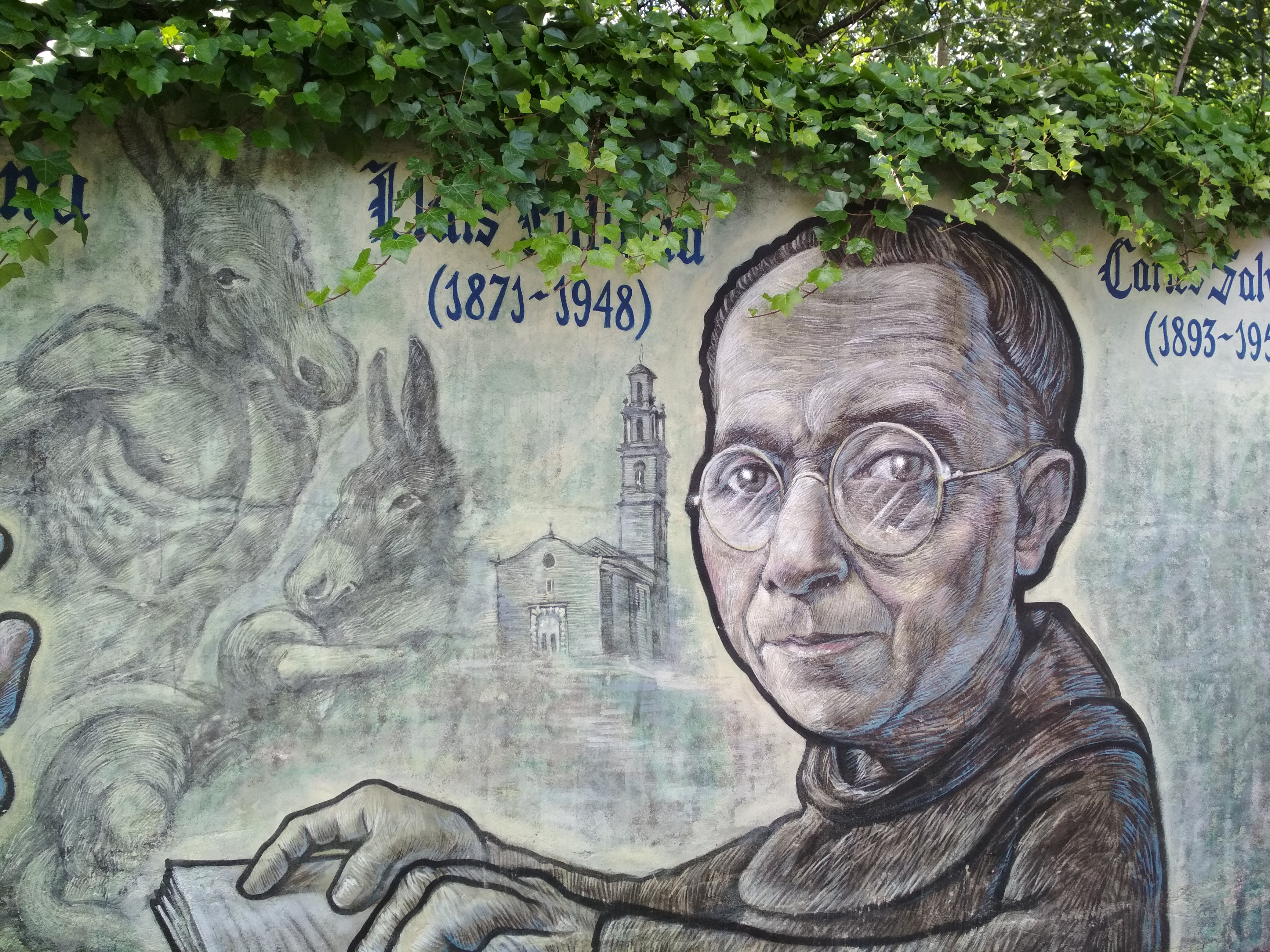
Lluís Fullana
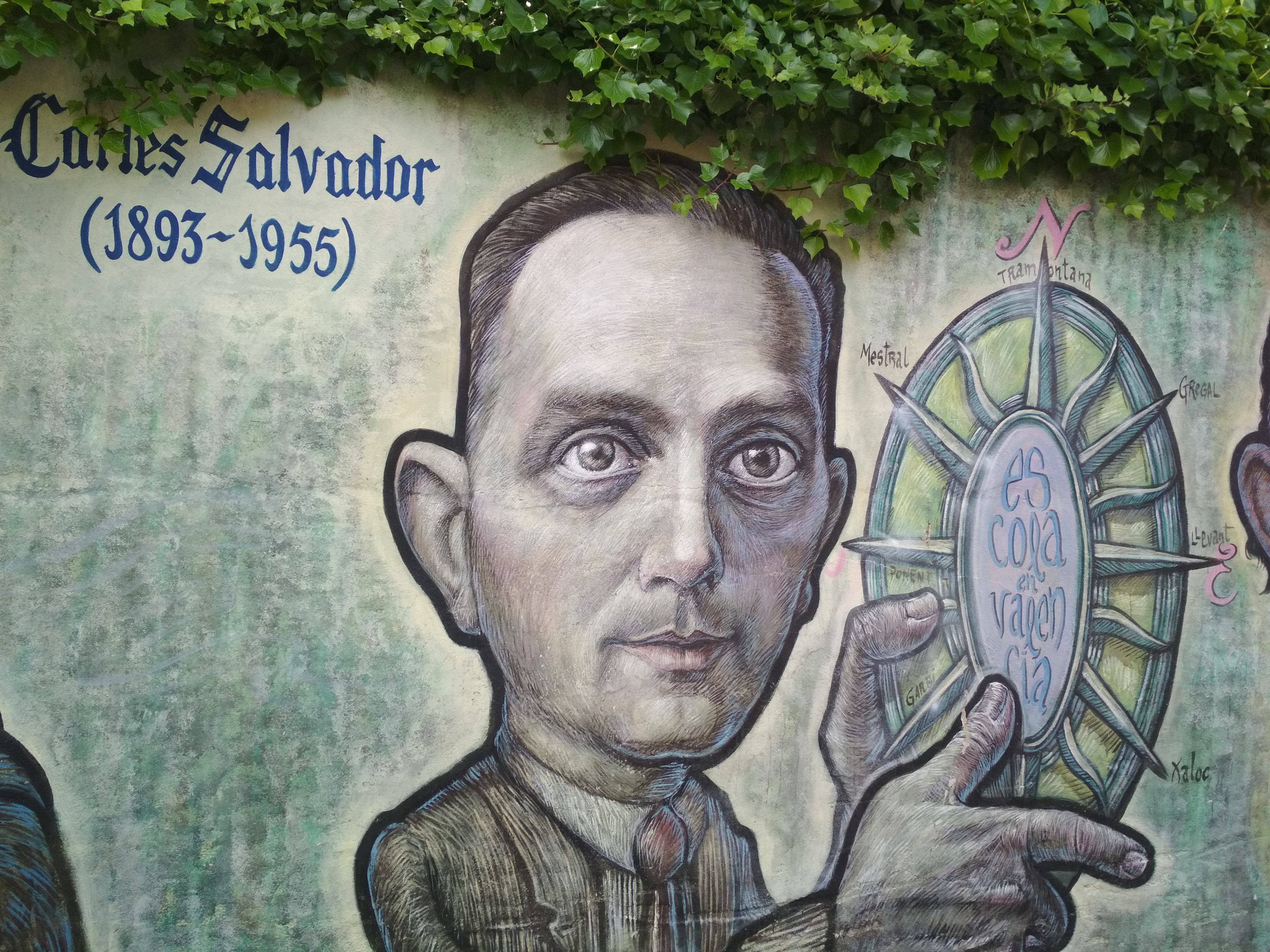
Carles Salvador
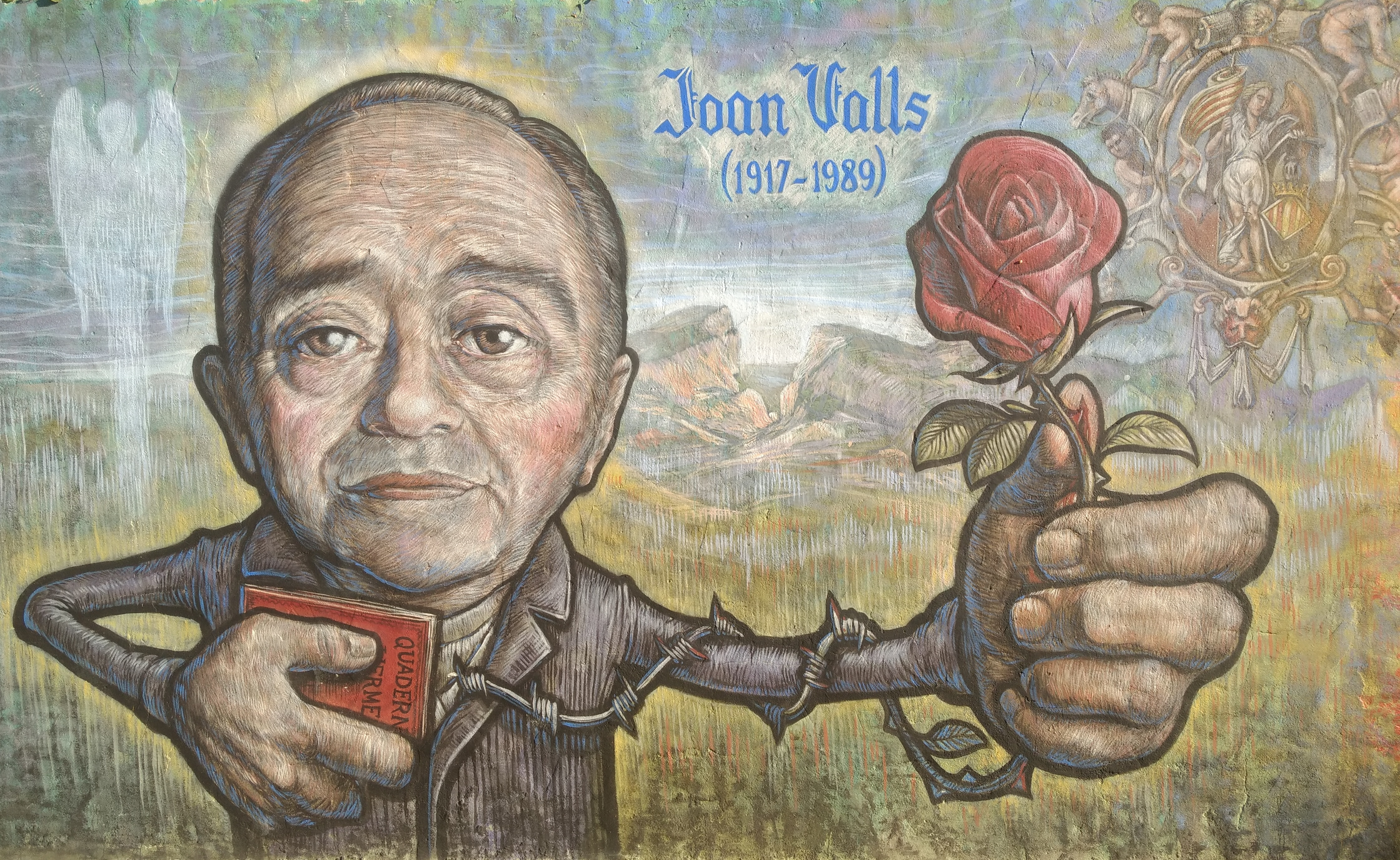
Joan Valls
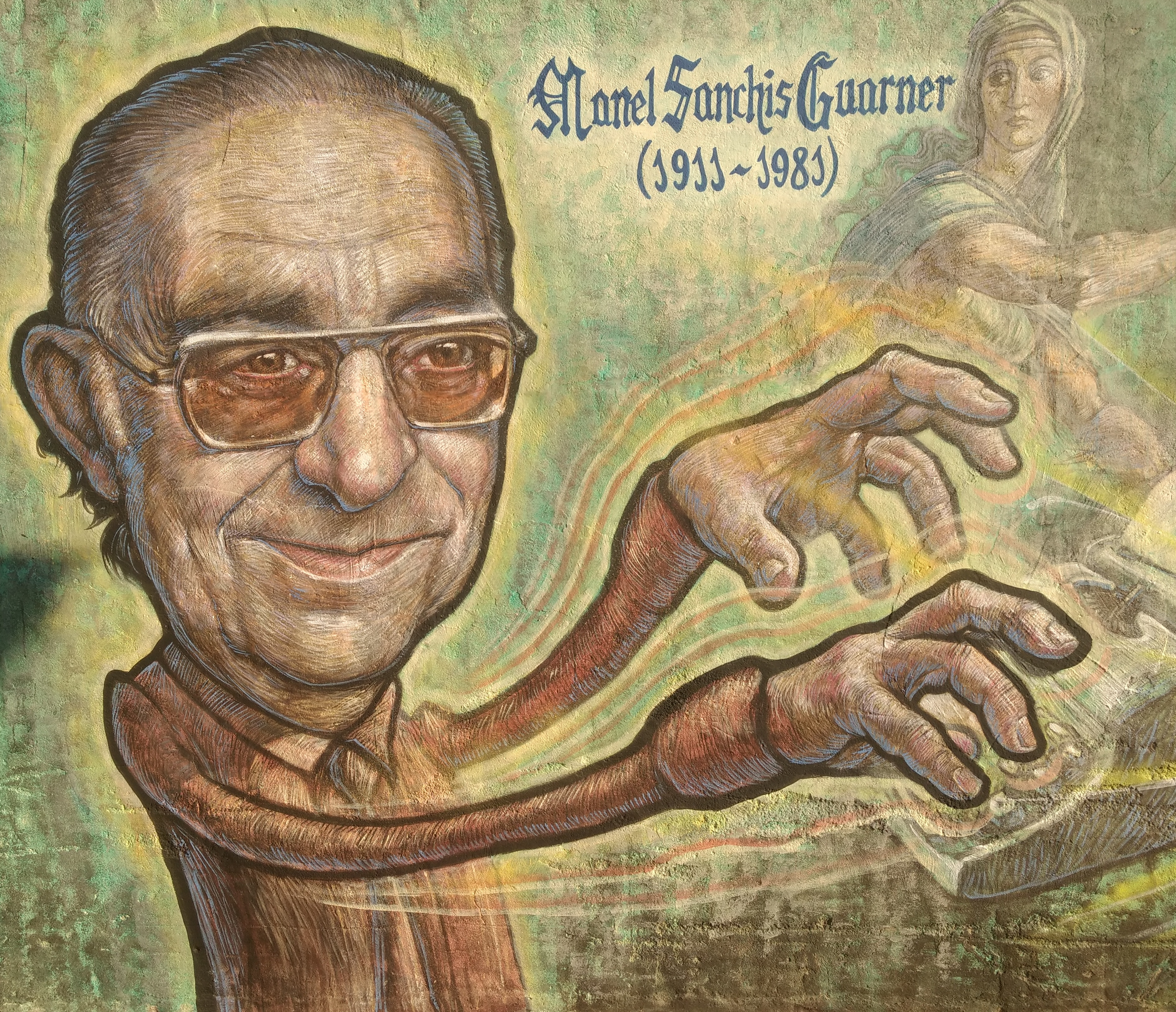
Manuel Sanchis Guarner
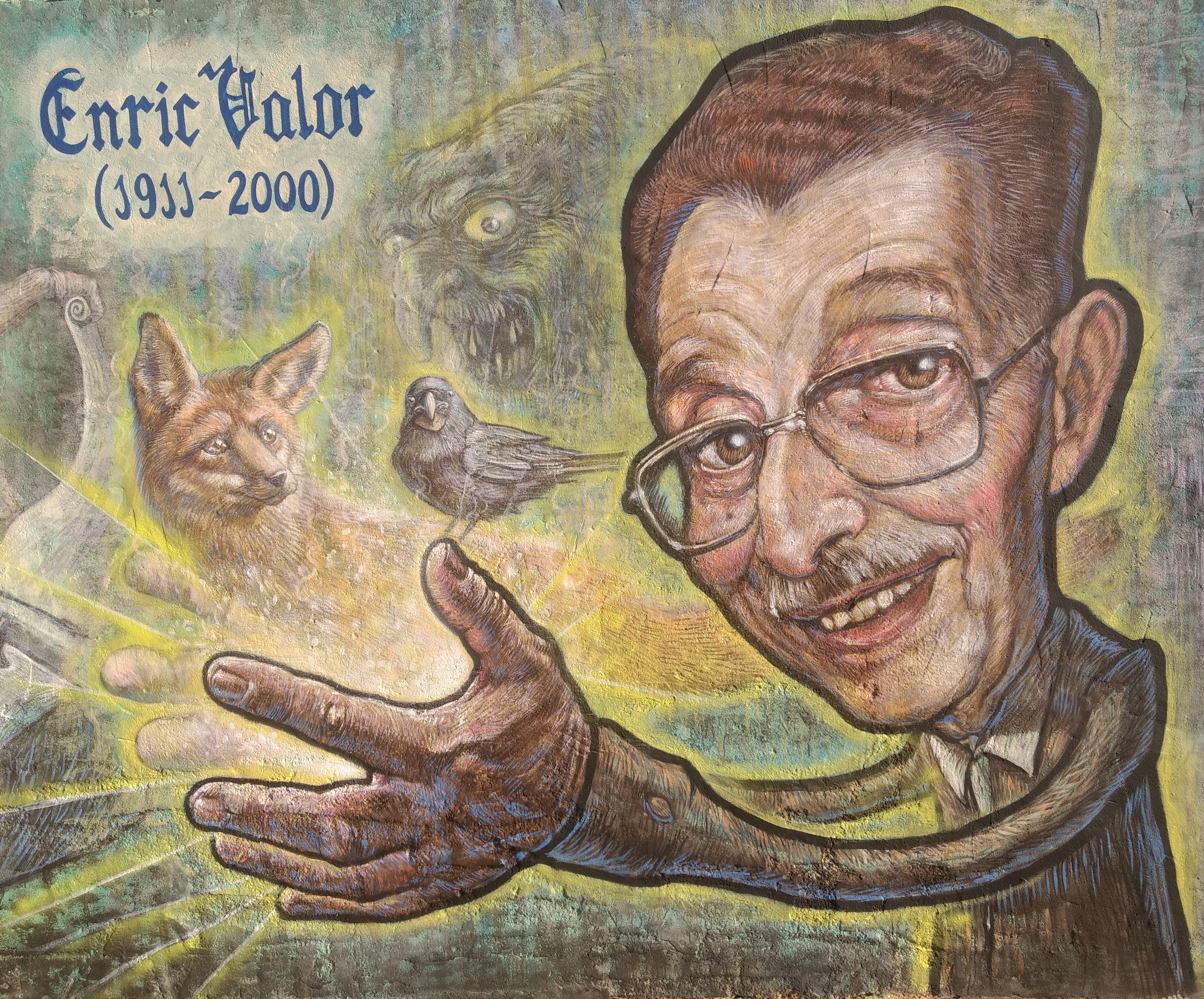
Enric Valor
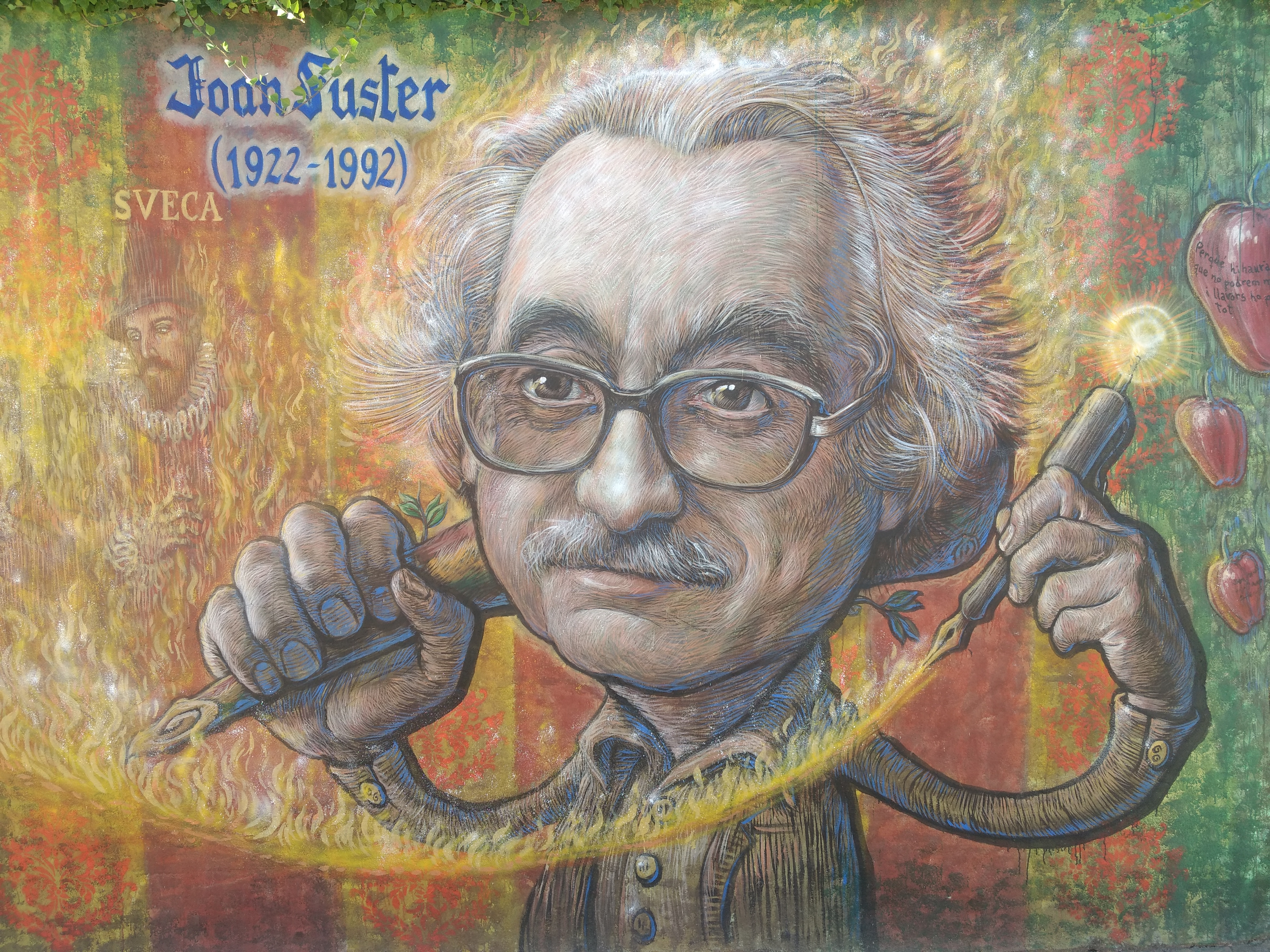
Joan Fuster
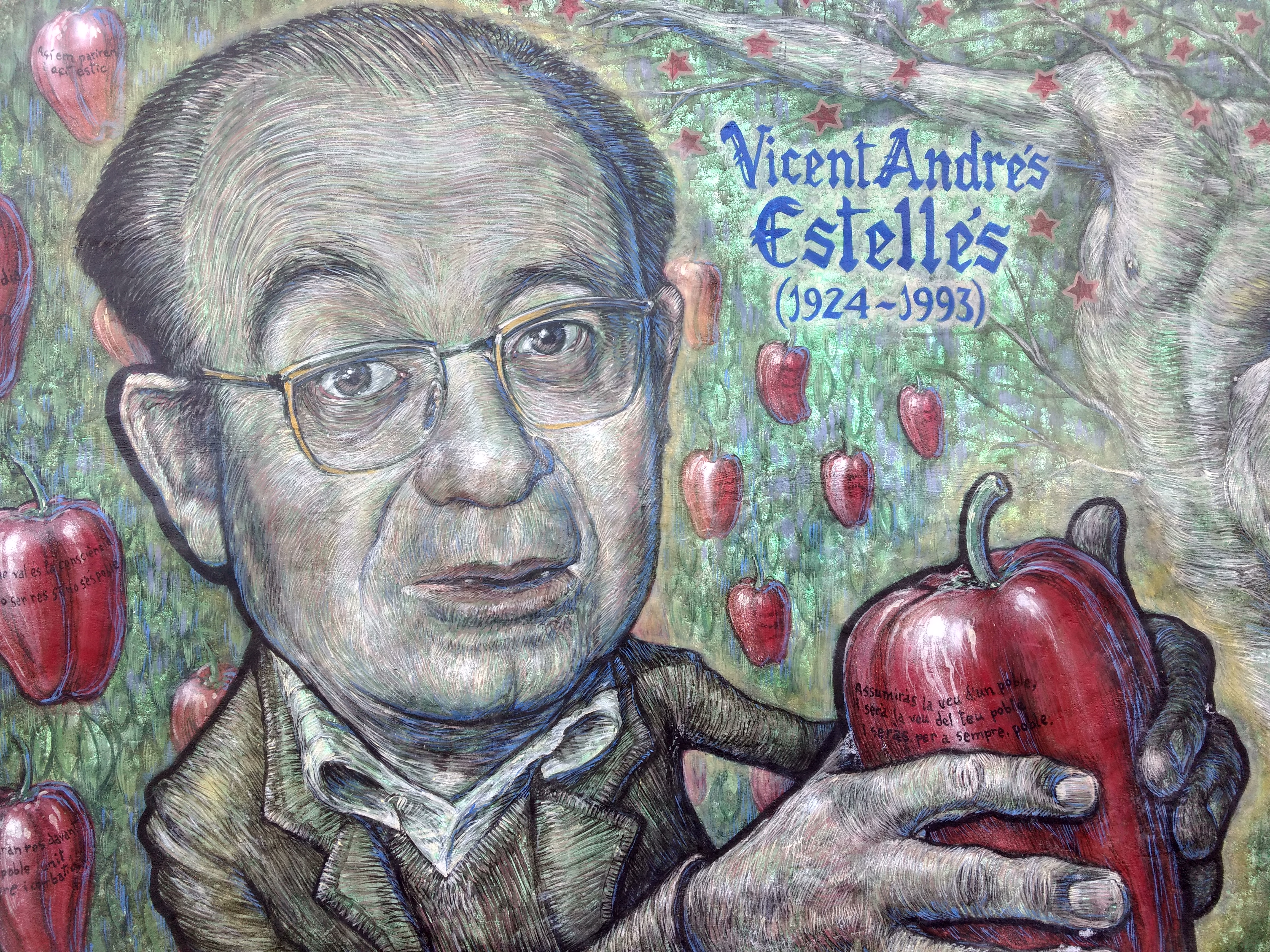
Vicent Andrés Estellés
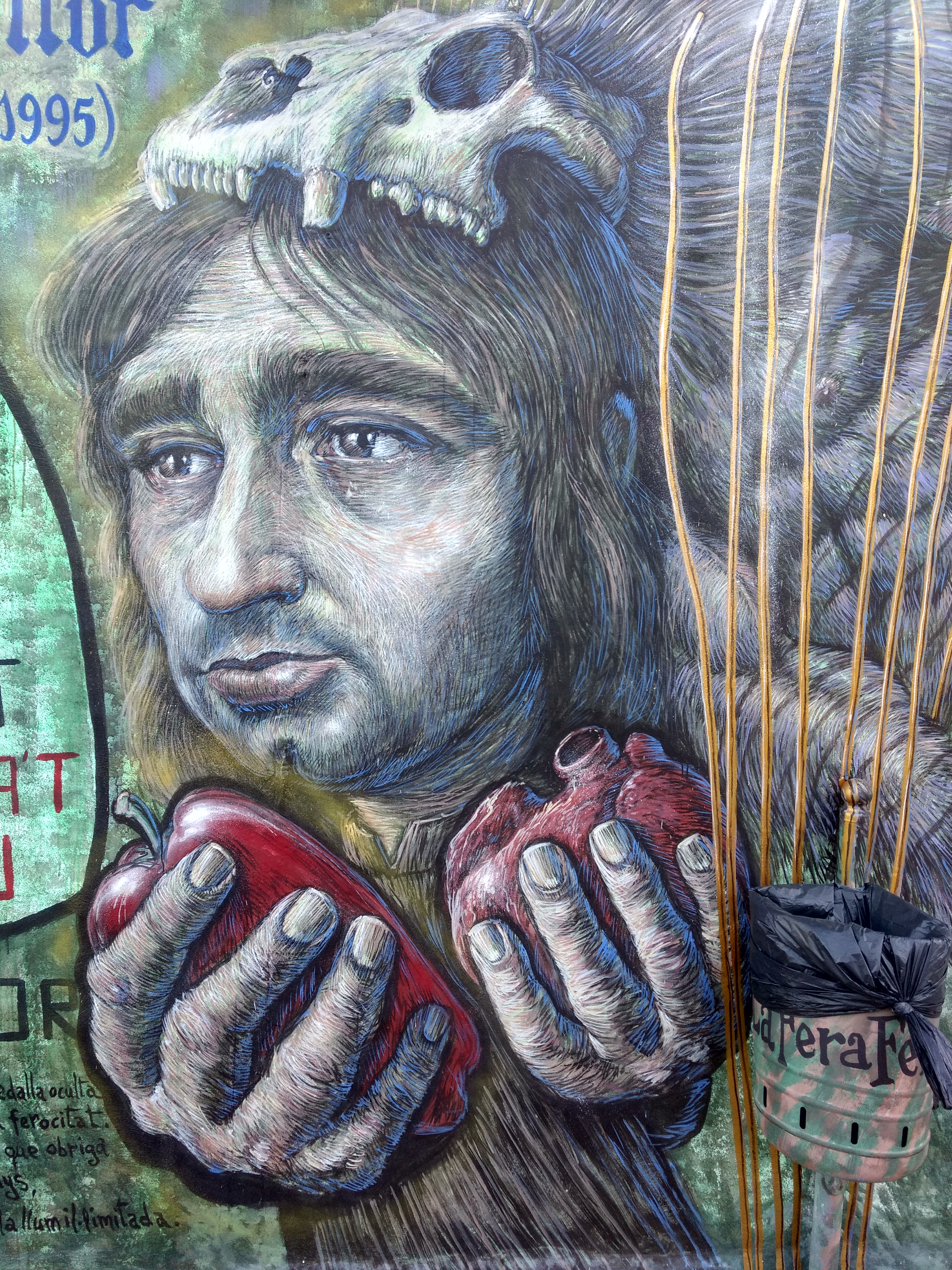
Ovidi Montllor